# 국제인도법
국제인도법(國際人道法, 영어: international humanitarian law, IHL, laws of armed conflict)은 무력분쟁 발생 시 무력 분쟁의 수단을 통제하기 위한 일련의 국제법 체계이다. 군에서는 무력충돌법(laws of armed conflict) 혹은 전쟁법(law of war)으로 부르기도 한다.
국제 적십자·적신월 운동의 창시자인 앙리 뒤낭의 발의로 제정된 제네바 협약을 비롯하여 그 추가의정서, 그리고 주로 무기 등을 제한하는 조약인 헤이그협약, 이외 대인지뢰협약, 특정재래식무기에 관한 협약, 전시 문화재 보호에 관한 협약 등이 이에 속한다.
특히 제네바협약의 경우에는 1864년 최초로 제정된 이후 제1차 세계대전과 제2차 세계대전을 거치면서 점점 발달하여 총 4개 협약과 3개 추가의정서를 갖추고 있다. 제1협약은 육전에서의 부상자 구호, 제2협약은 해전에서의 부상자 및 난선자 구호, 제3협약은 전쟁포로 보호, 제4협약은 민간인 보호를 주 내용으로 하며 제1추가의정서는 4개 협약의 내용을 보충하면서 국제적 무력분쟁에 적용되며, 제2추가의정서는 비국제적 무력분쟁에 적용된다. 2005년에 제정된 제3추가의정서는 적십자, 적신월 외 새로운 표장에 관한 것이다.
4개 제네바협약의 경우 현재 전 세계 거의 모든 국가가 체약 당사국이다.

## 같이 보기
- 국제인권법

## 참고 문헌
- 조시현, “국제인도법과 인권법의 관계”, 인도법논총 제20호, 대한적십자사 인도법연구소, 1999.